# Quantum Baby
Quantum Baby (anche noto come BB/Ang3l Pt. 2 – Quantum Baby) è il settimo album in studio della cantante statunitense Tinashe, pubblicato il 16 agosto 2024.

## Tracce
1. No Simulation – 1:48
2. Getting No Sleep – 3:12
3. Thirsty – 3:40
4. Red Flags – 2:09
5. Cross That Line – 2:48
6. When I Get You Alone – 3:20
7. No Broke Boys – 2:12
8. Nasty – 2:56

## Classifiche
| Classifica (2024) | Posizione massima |
| ----------------- | ----------------- |
| Stati Uniti       | 199               |